# ملكة جمال بلجيكا 2023
ملكة جمال بلجيكا 2023 هي النسخة الخامسة والخمسين من مسابقة ملكة جمال بلجيكا، أقيمت في 11 فبراير 2023 على مسرح بروكسيموس في مدينة بلوبسالاند الترفيهية في دي بان، بلجيكا، في نهاية الحدث لم تتمكن ملكة جمال بلجيكا السابقة شايان فان آرل من تمرير التاج إلى خليفتها لأنها لا تزال تتعافى من حادث سيارة خطير. وبلك توجت كديست ديلتور ملكة جمال بلجيكا 2021 ملكة جمال بلجيكا الجديدة إميلي فانستينكيستيه من برابانت فلاماند، سيمثل فانستينكيستي بلجيكا في مسابقة ملكة جمال الكون 2023.
وفي نهاية الحدث أيضًا ، تم تصنيف كل من كلير لانسنيبر وفيكتوريا كيمبوكوسوا وسيسيل ديلتور وهيفاء سالم علي ولينا فورسيليا في المركز الأول والثاني والثالث والرابع والخامس على التوالي، من أصل اثنين وثلاثين متسابقة مختارة من مجموعة من اثنين وأربعين متسابقة الذين وصلوا إلى الجولة النهائية. جاء حوالي سبعين من الجمال على استعداد للمنافسة في المسابقة لكن 32 فقط انتقلت إلى المرحلة النهائية.
كان على منظمة ملكة جمال بلجيكا أن تتعامل مع المحن الذي بدأ الأسبوع الماضي قبل الحدث. تعرضت ملكة جمال بلجيكا شايان فان آرل لحادث سيارة كبير قبل أيام قليلة من المسابقة. لم تكن حاضرة في الحدث لأنها كانت لا تزال بحاجة لفترة للتعافي. تم تأجيل الحدث قبل ساعات قليلة من انطلاقه للاشتباه في وقوع هجوم إرهابي تم القبض على أحد المشتبه بهم وعُثر على أسلحة في سيارته وبعد أن قامت الشرطة بتفتيش المكان بالكامل ، بدأ العرض متأخراً.

## النتائج

### المراكز النهائية
| النتائج النهائية      | المتنافسة                               |
| --------------------- | --------------------------------------- |
| ملكة جمال بلجيكا 2023 | - برابانت فلاماند - إميلي فانستينكيستيه |
| الوصيفة الأولى        | - فلاندرز الغربية - كلير لانسينبر       |
| الوصيفة الثانية       | - برابانت والون - فيكتوريا كيمبوكوسوا   |
| الوصيفة الثالثة       | - لياج - سيسيل ديلتور                   |
| الوصيفة الرابعة       | - ليمبورغ - هيفاء سالم علي              |
| الوصيفة الخامسة       | - نامور - لينا فورسيليا                 |

### الجوائز الخاصة
| الجوائز                           | المتنافسة                             |
| --------------------------------- | ------------------------------------- |
| ملكة جمال المواهب                 | فلاندرز الغربية - كلير لانسينبر       |
| ملكة جمال شاطئ                    | برابانت والون - فيكتوريا كيمبوكوسوا   |
| ملكة جمال وسائل التواصل الاجتماعي | ليمبورغ - إيفا كويسترز                |
| ملكة جمال الرياضة                 | نامور - لينا فورسيليا                 |
| ملكة جمال الخيرية                 | فلاندرز الغربية - كلير لانسينبر       |
| ملكة جمال عارضة أزياء             | برابانت فلاماند - إميلي فانستينكيستيه |

## المتسابقات
في 23 نوفمبر 2022 تم اختيار اثنتين وثلاثين متأهلة لنهائيات مسابقة ملكة جمال بلجيكا 2023. ستتاح للفائز فرصة تمثيل بلجيكا في مسابقة ملكة جمال الكون أو ملكة جمال العالم. من المتوقع أن يتم اصطحاب المتأهلين للتصفيات النهائية في رحلة إلى منتجع بارون في شرم الشيخ ، مصر ، كجزء من أنشطة المسابقة التي تسبق العرض النهائي في 11 فبراير على مسرح بروكسيموس في دي بان.
| مقاطعة          | المتسابقة            | العمر | مسقط رأسها    |
| --------------- | -------------------- | ----- | ------------- |
| أنتفيرب         | كابريس كوين          | 19    | Geel          |
| أنتفيرب         | مارليس بيترز         | 20    | Lint          |
| أنتفيرب         | نيل جوستينز          | 25    | Lint          |
| أنتفيرب         | ايلاني ابنس          | 17    | أنتويرب       |
| بروكسل          | بيزا أوزشيفتشي       | 21    | شيربيك        |
| فلاندر الشرقية  | شيني فان دير يخت     | 24    | Buggenhout    |
| فلاندر الشرقية  | لينا جونزاليس بلانكو | 21    | Aalst         |
| فلاندر الشرقية  | ديمي فان بوش         | 25    | Eeklo         |
| فلاندر الشرقية  | إسمي فان وال         | 25    | De Klinge     |
| فلاندر الشرقية  | إليز لوكر            | 19    | Gent          |
| برابانت فلاماند | نوا كيكنز            | 22    | Liedekerke    |
| برابانت فلاماند | إميلي فانستينكيستيه  | 21    | Elewijt       |
| هينو            | سيلفا هاكوبيان       | 25    | Quaregnon     |
| هينو            | بيرين بلامبين        | 22    | Neufmaison    |
| هينو            | فالنتين روجر         | 19    | كيوسميس ‏      |
| لياج            | نويمي روساتو         | 25    | Nandrin       |
| لياج            | كيسيا سيماو فييرا    | 21    | Verviers      |
| لياج            | سيسيل ديلتور         | 25    | Dison         |
| ليمبورغ         | كريستينا لالوميا     | 19    | غنك           |
| ليمبورغ         | هيفاء سالم علي       | 20    | Bilzen        |
| ليمبورغ         | شارلوت فان دن بيرغي  | 26    | Heusden       |
| ليمبورغ         | ايمي رومبو           | 19    | Nieuwerkerken |
| ليمبورغ         | إيفا كويسترز         | 25    | Tessenderlo   |
| لوكسمبورغ       | غويندولين غوفيرنور   | 22    | Durbuy        |
| نامور           | سولين حسين           | 22    | Yvoir         |
| نامور           | لينا فورسيليا        | 18    | Temploux      |
| نامور           | ليا فان هوف          | 20    | Franière      |
| برابانت والون   | فيكتوريا كيمبوكوسوا  | 19    | واترلو        |
| برابانت والون   | لارا فيغاس           | 19    | Nivelles      |
| فلاندرز الغربية | كلير لانسينبر        | 24    | كنوكه- هايست  |
| فلاندرز الغربية | شاوكيه ديغريف        | 24    | Torhout       |
| فلاندرز الغربية | جانا فاندربير        | 25    | Roeselare     |